# 世界山地和越野跑锦标赛
世界山地和越野跑锦标赛（World Mountain and Trail Running Championships，简称WMTRC），是由世界田径（WA）协助世界山地跑协会(WMRA)、国际越野跑协会(ITRA)和国际超级马拉松协会(IAU)组织的世界范围内的山地和越野跑锦标赛。
该赛事每两年举办一次，为期3天。赛事设有上坡山地跑、经典上下坡山地跑、短距离越野和长距离越野有4个大项（20岁以下的男子和女子运动员只参加经典上下山地跑比赛）和10个小项。和世界田径组织的世界越野锦标赛不同，该比赛也面向大众运动员开放，除了举办正式的竞技赛事之外也会同时举办一系列休闲和宣传活动，用来宣传当地的旅游和休闲资源，以及向民众普及山地和越野跑运动。
该赛事的前身是由MWRA于1985年创办的世界山地跑精英赛（World Mountain Running Trophy），2009年更名为世界山地跑锦标赛（World Mountain Running Championships）。之后该赛事和IAU组织的世界山地越野锦标赛合并为新的赛事，也就是现在的世界山地和越野跑锦标赛。
首届世界山地和越野跑锦标赛于2022年11月在泰国清迈举行。

## 赛制
比赛分为4个大项：
- 经典上下坡山地跑。长度约12公里或约6公里的环路重复两次，每一圈海拔上升300-450米），分为成年男子、成年女子、U20男子和U20女子4个组别。
- 上坡山地跑。长度在4-7公里，坡度在15-20%之间，仅有成年男子、成年女子两个组别。
- 长距离越野。长度约80公里，总海拔上升3,500-6,000米（相当于ITRA的L类赛事），成年男子和成年女子组同时进行。
- 短距离越野。长度约40公里，总海拔上升2000-3000米（相当于ITRA的L类赛事），成年男子和成年女子组同时进行。

## 历年赛事
仅列举2021年合并后赛事
| 届数 | 年份          | 国家/地区 | 城市       | 山脉                   | 日期       |
| ---- | ------------- | --------- | ---------- | ---------------------- | ---------- |
| 1    | 2022 （詳細） | 泰國      | 清迈       | 班昌吞、培山苗族村     | 11月4-6日  |
| 2    | 2023 （詳細） | 奥地利    | 因斯布鲁克 | 施图拜山（阿尔卑斯山） | 11月4-6日  |
| 3    | 2025 （詳細） | 西班牙    | 坎弗兰克   | 比利牛斯山             | 9月25-28日 |

1. ↑  由于2019冠状病毒病疫情比赛延期到2022年举行